# Alessandro Miressi
Alessandro Miressi (* 2. Oktober 1998 in Turin) ist ein italienischer Schwimmer, der eine Silbermedaille und zwei Bronzemedaillen bei Olympischen Spielen gewann. Er ist sechsfacher Weltmeister und dreifacher Europameister.

## Sportliche Karriere
Der 2,02 Meter große Alessandro Miressi schwimmt seit 2016 für Fiamme Oro, den Sportverein der Polizia di Stato. Er gewann mehrere italienische Meistertitel über 100 Meter Freistil.

### Juniorenmeisterschaften
Die Junioreneuropameisterschaften 2015 wurden im Rahmen der Europaspiele 2015 in Baku ausgetragen. Miressi wurde über 100 Meter Freistil Zweiter hinter dem Briten Duncan Scott. Eine zweite Silbermedaille gewann er mit der 4-mal-100-Meter-Freistilstaffel. Mit der 4-mal-200-Meter-Freistilstaffel belegte Miressi den fünften Platz, die 4-mal-100-Meter-Lagenstaffel wurde Vierte. Miressi war auch Mitglied der 4-mal-100-Meter-Mixed-Freistilstaffel und der 4-mal-100-Meter-Mixed-Lagenstaffel, beide Mixed-Staffeln belegten den vierten Platz. Zwei Monate später bei den Juniorenweltmeisterschaften in Singapur gewann Miressi Bronze mit der 4-mal-100-Meter-Freistilstaffel und belegte über 100 Meter Freistil den fünften Platz. Hinzu kam noch ein sechster Platz mit der 4-mal-100-Meter-Mixed-Freistilstaffel. 2016 bei den Junioreneuropameisterschaften in Hódmezovásárhely siegte Miressi über 100 Meter Freistil und mit der 4-mal-100-Meter-Lagenstaffel. Die 4-mal-100-Meter-Freistilstaffel wurde Zweite hinter den Russen. Zwei weitere Medaillen erhielt Miressi mit den Mixed-Staffeln. Hier wurde er Dritter mit der Freistilstaffel und gewann den Titel mit der Lagenstaffel.

### Die Jahre von 2017 bis 2019 mit dem Europameistertitel 2018
2017 in Budapest nahm Miressi erstmals an Weltmeisterschaften in der Erwachsenenklasse teil. Mi der 4-mal-100-Meter-Freistilstaffel erreichte er das Finale, dort wurde das italienische Quartett allerdings disqualifiziert. Mit der 4-mal-100-Meter-Mixed-Freistilstaffel belegte Miressi den fünften Platz. Einen Monat später gewann Miressi mit der 4-mal-100-Meter-Freistilstaffel die Silbermedaille bei der Universiade in Taipeh. Im Dezember fanden in Kopenhagen die Kurzbahneuropameisterschaften 2017 statt. Miressi konnte sich in den Einzelwettbewerben nicht für ein Finale qualifizieren. Mit der 4-mal-50-Meter-Freistilstaffel und mit der 4-mal-50-Meter-Lagenstaffel gewann er jeweils Silber hinter dem russischen Quartett.
Im Juni 2018 gewann Miressi bei den Mittelmeerspielen in Tarragona die Silbermedaille über 100 Meter Freistil hinter dem Algerier Oussama Sahnoune. Zwei Monate später bei den Europameisterschaften in Glasgow gewannen Luca Dotto, Ivano Vendrame, Lorenzo Zazzeri und Alessandro Miressi die Silbermedaille hinter der russischen 4-mal-100-Meter-Freistilstaffel. Über 100 Meter Freistil siegte Miressi mit 0,22 Sekunden Vorsprung vor Duncan Scott, 0,01 Sekunden hinter Scott wurde der Franzose Mehdy Metella Dritter. Die italienische 4-mal-100-Meter-Mixed-Lagenstaffel mit Margherita Panziera, Fabio Scozzoli, Elena Di Liddo und Alessandro Miressi gewann Bronze hinter Briten und Russen. Mit der 4-mal-100-Meter-Mixed-Freistilstaffel belegte Miressi den vierten Platz. Ende 2018 bei den Kurzbahnweltmeisterschaften in Hangzhou erreichte die italienische 4-mal-100-Meter-Freistilstaffel den vierten Platz mit 0,05 Sekunden Rückstand auf die drittplatzierten Brasilianer. Die 4-mal-50-Meter-Freistilstaffel mit Santo Condorelli, Andrea Vergani, Lorenzo Zazzeri und Alessandro Miressi erkämpfte die Bronzemedaille hinter den Teams aus den Vereinigten Staaten und aus Russland. Über 100 Meter Freistil schied Miressi im Halbfinale aus.
2019 bei den Weltmeisterschaften in Gwangju belegte die italienische 4-mal-100-Meter-Freistilstaffel den vierten Platz mit 0,17 Sekunden Rückstand auf Bronze. Über 100 Meter Freistil verpasste Miressi als Neunter des Halbfinales den Finaleinzug um 0,04 Sekunden. Manuel Frigo, Alessandro Miressi, Ilaria Bianchi und Federica Pellegrini wurden Achte in der 4-mal-100-Meter-Mixed-Freistilstaffel. Im Dezember bei den Kurzbahneuropameisterschaften in Glasgow wurden Federico Bocchia, Marco Orsi, Giovanni Izzo und Alessandro Miressi Dritte in der 4-mal-50-Meter-Freistilstaffel. In Einzelwettbewerben wurde Miressi Sechster über 50 Meter Freistil und Zweiter über 100 Meter Freistil hinter dem Russen Wladimir Morosow. Am Schlusstag belegte Miressi mit der 4-mal-50-Meter-Lagenstaffel den vierten Platz. Am Tag zuvor war Miressi mit der 4-mal-50-Meter-Mixed-Freistilstaffel auf den fünften Platz geschwommen.

### 2021, das Olympiajahr
Wegen der COVID-19-Pandemie wurden 2020 keine internationalen Meisterschaften ausgetragen. 2021 nahm Miressi an vier internationalen Meisterschaften teil, von denen drei aus dem Vorjahr verschoben waren. Im Mai 2021 fanden die Europameisterschaften in Budapest statt. Die 4-mal-100-Meter-Freistilstaffel mit Alessandro Miressi, Lorenzo Zazzeri, Thomas Ceccon und Manuel Frigo gewann die Bronzemedaille hinter Russen und Briten. Über 100 Meter Freistil siegte der Russe Kliment Kolesnikow mit 0,08 Sekunden Vorsprung vor Miressi auf dem zweiten Platz. Über 50 Meter Freistil wurde Miressi Achter. In der 4-mal-100-Meter-Lagenstaffel siegten die Briten vor den Russen. Thomas Ceccon, Nicolò Martinenghi, Federico Burdisso und Alessandro Miressi schlugen als Dritte mit 0,43 Sekunden Rückstand auf die Russen an. Die 4-mal-100-Meter-Mixed-Lagenstaffel mit Margherita Panziera, Nicolò Martinenghi, Elena Di Liddo und Alessandro Miressi gewann genauso Bronze wie die 4-mal-100-Meter-Mixed-Freistilstaffel mit Alessandro Miressi, Thomas Ceccon, Federica Pellegrini und Silvia Di Pietro.
Bei den Olympischen Spielen in Tokio fand zunächst die 4-mal-100-Meter-Freistilstaffel statt. Alessandro Miressi, Santo Condorelli, Lorenzo Zazzeri und Manuel Frigo schwammen die schnellste Vorlaufzeit. Im Endlauf waren Miressi, Ceccon, Zazzeri und Frigo 0,18 Sekunden schneller als die Vorlaufstaffel und wurden Zweite hinter dem Quartett aus den Vereinigten Staaten. Während der Abstand zu den Amerikanern über eine Sekunde betrug, lagen die drittplatzierten Australier nur 0,11 Sekunden hinter den Italienern. Über 100 Meter Freistil war Miressi im Vorlauf Viertschnellster. Im Halbfinale schwamm er in 47,52 Sekunden die drittschnellste Zeit, während Thomas Ceccon, der Vorlaufschnellste, ausschied. Im Finale war Miressi langsamer als im Vorlauf und im Halbfinale und belegte den sechsten Platz, allerdings hätte auch seine Halbfinalzeit nicht für eine Medaille ausgereicht. Die italienische 4-mal-100-Meter-Lagenstaffel mit Thomas Ceccon, Nicolò Martinenghi, Federico Burdisso und Alessandro Miressi schwamm die schnellste Vorlaufzeit. Im Finale siegte die US-Staffel mit neuem Weltrekord vor den Briten. Anderthalb Sekunden hinter den Briten erreichten die Italiener in der gleichen Aufstellung wie im Vorlauf als Dritte das Ziel mit 0,05 Sekunden Vorsprung vor den Russen.
Im November bei den Kurzbahneuropameisterschaften 2021 in Kasan siegte die niederländische 4-mal-50-Meter-Freistilstaffel mit 0,03 Sekunden Vorsprung vor Alessandro Miressi, Thomas Ceccon, Lorenzo Zazzeri und Marco Orsi. Über 100 Meter Freistil siegte Kliment Kolesnikow mit 0,26 Sekunden vor Miressi. Eine dritte Silbermedaille erkämpfte Miressi als Startschwimmer der 4-50-Meter-Mixed-Freistilstaffel mit Lorenzo Zazzeri, Silvia Di Pietro und Costanza Cocconcelli. Die siegreiche Staffel aus den Niederlanden hatte 0,47 Sekunden Vorsprung vor den Italienern und den Russen, die zeitgleich Zweite wurden.
Einen Monat später fanden in Abu Dhabi die Kurzbahnweltmeisterschaften 2021 statt. In der 4-mal-100-Meter-Freistilstaffel siegten die Russen mit 0,16 Sekunden Vorsprung vor Alessandro Miressi, Thomas Ceccon, Leonardo Deplano und Lorenzo Zazzeri. In der 4-mal-50-Meter-Freistilstaffel gewannen Deplano, Zazzeri, Frigo und Miressi mit 0,14 Sekunden vor den Russen. Im Einzelwettbewerb über 100 Meter Freistil schlug Miressi als Erster an und hatte 0,06 Sekunden Vorsprung auf Ryan Held aus den Vereinigten Staaten. Einen weiteren Weltmeistertitel gewann die 4-mal-100-Meter-Lagenstaffel mit Lorenzo Mora, Nicolò Martinenghi, Matteo Rivolta und Miressi. Miressi schwamm auch im Finale der 4-mal-50-Meter-Mixed-Freistilstaffel, in der das italienische Quartett den fünften Platz belegte.

### 2022 mit dem Weltmeistertitel und 2023
Im Juni 2022 bei den Weltmeisterschaften in Budapest gewann die 4-mal-100-Meter-Freistilstaffel mit Miressi, Ceccon, Zazzeri und Frigo die Bronzemedaille hinter der US-Staffel und den Australiern, wobei die Italiener 0,15 Sekunden Rückstand auf Silber hatten. Über 100 Meter Freistil erreichte Miressi das Finale und belegte den achten Platz. In der 4-mal-100-Meter-Lagenstaffel schwammen Ceccon, Martinenghi, Piero Codia und Zazzeri die drittschnellste Vorlaufzeit. Im Endlauf waren Thomas Ceccon, Nicolò Martinenghi, Federico Burdisso und Alessandro Miressi fünfeinhalb Sekunden schneller als die Vorlaufstaffel. Die Italiener gewannen in 3:27,51 Minuten und stellten damit den Europarekord der Briten ein. 0,28 Sekunden hinter den Italienern gewann die US-Staffel die Silbermedaille.
Zwei Monate nach den Weltmeisterschaften wurden die Europameisterschaften in Rom ausgetragen. Über 100 Meter Freistil wurde Miressi Dritter hinter dem Rumänen David Popovici und dem Ungarn Kristóf Milák. Die italienische 4-mal-100-Meter-Freistilstaffel mit Alessandro Miressi, Thomas Ceccon, Lorenzo Zazzeri und Manuel Frigo siegte mit fast zwei Sekunden vor den Ungarn. Die Lagenstaffel mit Thomas Ceccon, Nicolò Martinenghi, Matteo Rivolta und Alessandro Miressi hatte vier Sekunden Vorsprung vor den zweitplatzierten Franzosen. Mit der 4-mal-100-Meter-Mixed-Freistilstaffel belegte Miressi den vierten Platz mit 0,22 Sekunden Rückstand auf die drittplatzierte schwedische Staffel.
Ende 2022 bei den Kurzbahnweltmeisterschaften in Melbourne siegten Miressi, Paolo Conte Bonin, Leonardo Deplano und Thomas Ceccon in der 4-mal-100-Meter-Freistilstaffel mit neuem Weltrekord mit fast zwei Sekunden Vorsprung vor den Australiern. Über 100 Meter Freistil wurde Miressi Dritter hinter dem Australier Kyle Chalmers und dem Franzosen Maxime Grousset, aber 0,07 Sekunden vor David Popovici. In der 4-mal-50-Meter-Freistilstaffel siegten die Australier mit 0,04 Sekunden Vorsprung auf Miressi, Deplano, Ceccon und Manuel Frigo. In der 4-mal-50-Meter-Lagenstaffel erhielt Miressi eine Goldmedaille für seinen Einsatz im Vorlauf, im Finale siegten Lorenzo Mora, Martinenghi, Rivolta und Deplano. In der 4-mal-100-Meter-Lagenstaffel siegte das Quartett aus den Vereinigten Staaten zeitgleich mit den Australiern, wobei beide Staffeln einen neuen Weltrekord aufstellten. 0,08 Sekunden dahinter schwammen Lorenzo Mora, Nicolò Martinenghi, Matteo Rivolta und Alessandro Miressi einen neuen Europarekord.
2023 bei den Weltmeisterschaften in Fukuoka siegten die Australier in der 4-mal-100-Meter-Freistilstaffel. 0,33 Sekunden hinter den Australiern und 0,32 Sekunden vor dem US-Team gewannen Alessandro Miressi, Manuel Frigo, Lorenzo Zazzeri und Thomas Ceccon die Silbermedaille. Über 100 Meter Freistil schied Miressi im Halbfinale aus. Mit der 4-mal-100-Meter-Mixed-Freistilstaffel erreichte Miressi den fünften Platz. Ende des Jahres bei den Kurzbahneuropameisterschaften in Otopeni gewann Miressi drei Silbermedaillen. Die 4-mal-50-Meter-Freistilstaffel mit Leonardo Deplano, Lorenzo Zazzeri, Thomas Ceccon und Miressi wurde Zweite hinter dem britischen Quartett. Nach einem vierten Platz über 50 Meter Freistil wurde Miressi über 100 Meter Freistil Zweiter hinter Maxime Grousset. Die 4-mal-50-Meter-Mixed-Freistilstaffel mit Miressi, Zazzeri, Jasmine Nocentini und Silvia Di Pietro schlug als Zweite an hinter dem britischen Quartett.

### 2024 mit einer olympischen Medaille
Im Februar 2024 bei den Weltmeisterschaften in Doha schlug die 4-mal-100-Meter-Freistilstaffel mit Miressi, Zazzeri, Paolo Conte Bonin und Manuel Frigo als Zweite eine Sekunde hinter den Chinesen an, aber 0,21 Sekunden vor dem Quartett aus den Vereinigten Staaten. Über 100 Meter Freistil siegte der Chinese Pan Zhanle mit 0,12 Sekunden Vorsprung vor Miressi. Die 4-mal-100-Meter-Lagenstaffel mit Michele Lamberti, Nicolò Martinenghi, Gianmarco Sansone und Miressi wurde Dritte hinter der US-Staffel und den Niederländern. Die 4-mal-100-Meter-Mixed-Freistilstaffel wurde Fünfte.
Fünf Monate später bei den Olympischen Spielen in Paris schwamm die 4-mal-100-Meter-Freistilstaffel mit Lorenzo Zazzeri, Leonardo Deplano, Paolo Conte Bonin und Manuel Frigo die sechstschnellste Vorlaufzeit. Im Endlauf waren Miressi, Ceccon, Boni und Frigo über zwei Sekunden schneller als die Vorlaufstaffel und erreichten das Ziel als Dritte hinter den Staffeln aus den Vereinigten Staaten und aus Australien. Über 100 Meter Freistil war Miressi im Halbfinale Neuntschnellster, zum Finaleinzug fehlen ihm zwei Hundertstelsekunden. Ebenfalls Neunte wurde die Lagenstaffel mit den Olympiasiegern Ceccon und Martinenghi sowie Giacomo Carini und Miressi, es fehlten 0,2 Sekunden für die Endlaufteilnahme.